# Боговица
Боговица (укр. боговиця), или божий хлеб (в значении «каравай для Бога», связано с «боготворить») — большой ритуальный каравай у украинцев и других славян, который пекли к первому дню праздника бога осени Овсеня. 
Готовили боговицу из пшеничной муки, выпекали на ней колоски из теста, украшали ягодами. Боговицу ставили посреди праздничного стола и облагали разными плодами (например, яблоками). С боговицы начинали обед .
У болгар боговица — это хлеб, который приносили в жертву богам . 

 «За празничната трапеза се месят и два вида обредни хлябове. Единият е посветен на Бога (в смисъл върховното божество), а другият на духа-покровител. Първите са наричани боговица» 
.
Боговицу в Болгарии пекли в канун Рождества на «Бадни вечер», «Бадни дан», с золотой или серебряной монетой внутри .